# Jaanus Uudmäe
Jaanus Uudmäe (* 24. Dezember 1980 in Tartu, Estnische SSR, UdSSR) ist ein estnischer Leichtathlet, der sich auf den Dreisprung spezialisiert hat.

## Sportliche Laufbahn
Erste internationale Erfahrungen sammelte Jaanus Uudmäe nach seinem Studium in den Vereinigten Staaten, als er bei den Halleneuropameisterschaften in Birmingham mit einer Weite von 16,35 m in der Qualifikation ausschied. Zwei Jahre später belegte er bei den Halleneuropameisterschaften in Berlin mit 16,73 m den siebten Platz und schied im Weitsprung ohne einen gültigen Versuch in der Qualifikation aus. 2010 nahm er an den Europameisterschaften in Barcelona teil, erreichte dort mit 16,72 m aber nicht das Finale, wie auch bei den Halleneuropameisterschaften im Jahr darauf in Paris mit 16,07 m.
In den Jahren von 2005, 2007 und 2008 wurde Uudmäe estnischer Meister im Dreisprung im Freien sowie 2008, 2011, 2015, 2016 und 2019 auch in der Halle. Im Weitsprung siegte er 2005 und 2006 im Freien sowie 2008, 2009 und 2011 in der Halle.

## Persönliches
Jaanus Uudmäe ist der Sohn des ehemaligen Olympiasiegers im Dreisprung Jaak Uudmäe und auch sein jüngerer Bruder Jaak Joonas Uudmäe ist bereits als Dreispringer aktiv. Er absolvierte sein Studium an der University of Arkansas in Fayetteville.

## Persönliche Bestleistungen
- Weitsprung: 7,84 m (+1,9 m/s), 22. Mai 2006 in Rakvere
- Weitsprung (Halle): 7,87 m, 21. Januar 2006 in Fayetteville
- Dreisprung: 16,60 m (−0,4 m/s), 19. Juli 2008 in Tallinn
  - Dreisprung (Halle): 17,06 m, 6. März 2009 in Turin